# 学校法人明徳学園 (京都府)
学校法人明徳学園（めいとくがくえん）は、京都府京都市西京区にある学校法人。設置校は京都経済短期大学、京都明徳高等学校、京都成章高等学校である。設置校の一つである京都経済短期大学内に本部を置く。他都県にも同名の学園が存在するが関係性はない。

## 沿革
- 明治40(1907)年 船越善作と中村寛澄が「京都私立子守学校」を創立
- 明治41(1908)年 「京都私立慈光夜学校」を設立
- 明治42(1909)年 「淬励会」を創立
- 明治44(1911)年 「社団法人明徳学園」を組織
- 大正5(1916)年 「裁縫学校（塾）」を開設
- 大正7(1918)年 「光山コドモ会」を設置
- 大正10(1921)年 宗祖日蓮聖人生誕七百年の記念事業として、社団法人明徳学園と大本山大光山本圀寺とにより「明徳女学校」を開校  ※10月23日を学園創立記念日に制定
- 大正13(1924)年 「明徳高等女学校」の設立認可。裁縫科は「明徳裁縫女学校」となる
- 昭和3(1928)年 「光山コドモ会」を「光山幼稚園」と改称
- 昭和22(1947)年 「明徳女子中学校」を開校
- 昭和23(1948)年 社団法人から「財団法人」に組織変更。「明徳女子高等学校」を開校
- 昭和25(1950)年 「明徳洋裁学院」を開設。「明徳夜間高等学校」を設置
- 昭和26(1951)年 財団法人から「学校法人」に組織変更認可。「明徳幼稚園」を開設
- 昭和27(1952)年 明徳女子高等学校を「明徳女子商業高等学校」に改称
- 昭和29(1954)年 明徳女子商業高等学校を「明徳商業高等学校」に改称
- 昭和61(1986)年 「京都成章高等学校（普通科・男子）」開校
- 平成4(1992)年 明徳商業高等学校 洛西の新校舎へ全面移転
- 平成5(1993)年 「京都経済短期大学（経営情報学科）」開学
- 平成9(1997)年 明徳商業高等学校を「京都明徳高等学校」に校名変更　「普通科」を併置
- 平成12(2000)年 京都明徳高等学校 男女共学
- 平成15(2003)年 京都成章高等学校 男女共学
- 平成26(2014)年 京都成章高等学校 通信制課程を設置
- 令和3(2021)年 学校法人明徳学園 創立100周年を迎える(10月23日)

## 学園名の由来
「大学」の書は古の中国における大学教育の要旨を述べたものである。
そのはじめに、「大学之道 在明明徳 在親民 在止於至善」（大学の道は、明徳を明かにするに在り、民を新にするに在り、至善に止まるに在り）の三綱領があげられている。

「明徳」の語につき朱子は「明は虚霊不昧、徳は得であるとし、人の天より得るところは至虚であって、わずらわされるところなく、至霊であっておおわれるところなく、よく衆理を兼ね備え、万事に応ずるものであるから、これを明徳という」と解している。

言うところ「道を修めて光明の徳を身に得る」にある。

## 教育理念
- 建学の精神

『明知をもって明徳を実践する』
- 明徳学園がめざすもの

『働く（ハタ・ラク）人づくり日本一の教育機関』
　　明徳学園それぞれの学校は何のためにあるのか。それは「働く人づくり」を通じて社会貢献するために存在します。
- ミッション（社会的使命）

『傍（ハタ）を楽（ラク）にする人づくり』
　　「傍を楽にする人」とは、利他の心を持ち、心に汗をかくことができる人です。
　　明徳学園で働く教職員自らが、他者への役立ちを喜びとできる「傍を楽にする教職員」となって、世界で、日本で、社会で活躍する「傍を楽にする人」を育てていきます。
- 経営ビジョン

『生き生き働く魅力ある教職員づくり』
　　魅力ある学園づくり」「魅力ある学校づくり」は「魅力ある教職員づくり」から始まります。
　　ビジョンを実現できる人を育て、そのような人材が途切れない組織・仕組みを作ります。
- 教学ビジョン

『将来の生き方につながる職業観の育成』
　　学生・生徒自らが「自分がどんな人間で、将来どんな職業に就いて生きていくのか」を発見することができる職業観を育成します。

## 運営学校
- 京都経済短期大学
- 京都明徳高等学校
- 京都成章高等学校